# Tanja Larsson
Tanja Larsson (7 de julho de 1977, em Haslev) é uma política dinamarquesa, membro do Folketing pelo partido dos sociais-democratas. Ela entrou no parlamento no dia 1 de outubro de 2019 como substituta de Henrik Sass Larsen, depois de ele ter renunciado ao cargo.

## Carreira política
Larsson concorreu às eleições legislativas dinamarquesas de 2019, onde recebeu 4.197 votos. Isso não foi suficiente para que ela fosse eleita, mas ela tornou-se na principal suplente dos social-democratas no eleitorado da Zelândia. Quando Henrik Sass Larsen renunciou à sua cadeira no parlamento, no dia 1 de outubro de 2019, Larsson substituiu-o e assumiu a cadeira.